# Нарсингхгарх (княжество)

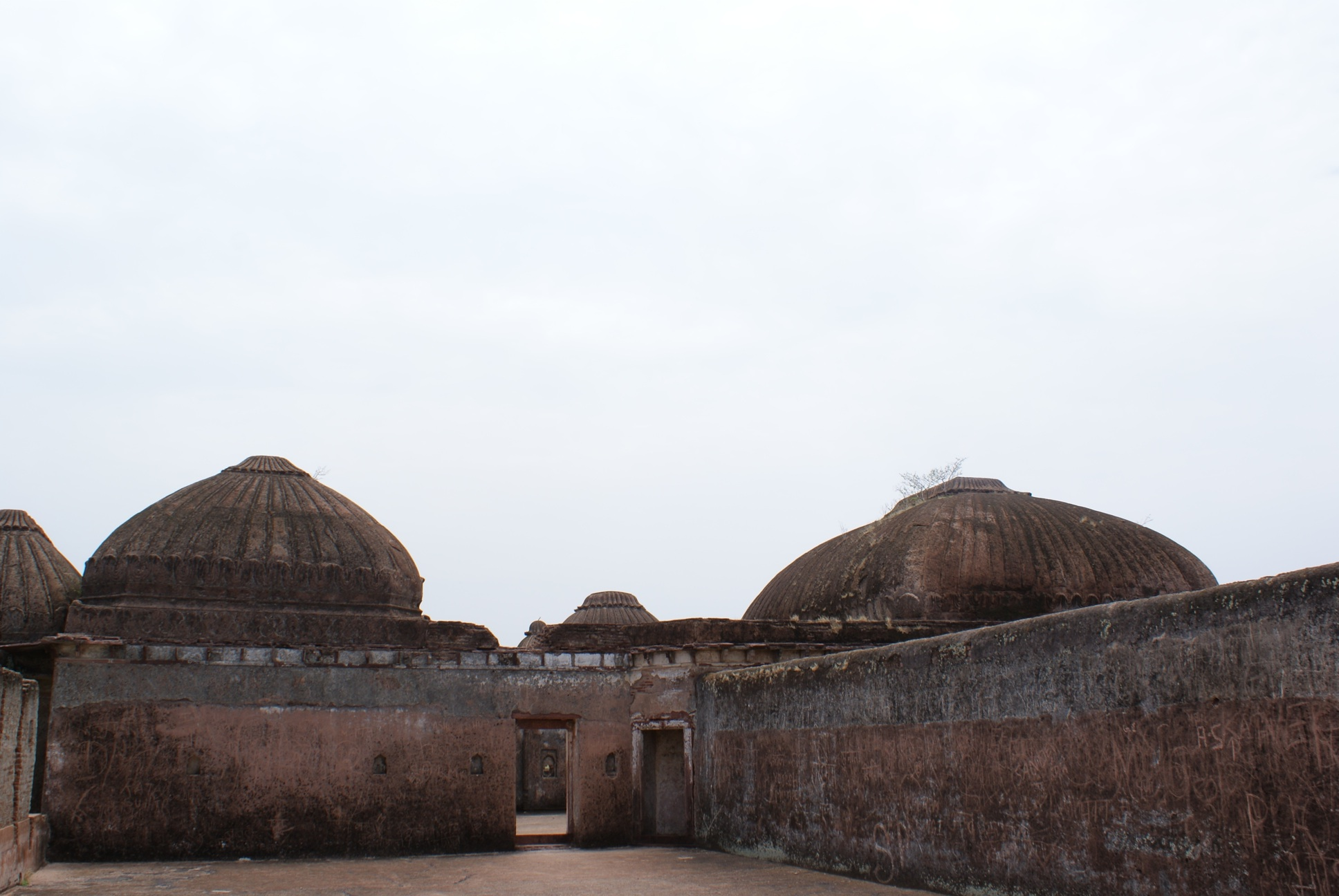
Форт Нарсингхгарх, официальная резиденция правителей государства до тех пор, пока Раджа Бхану Пракаш Сингх не переехал во дворец Бхану Нивас в городе в 1962 году

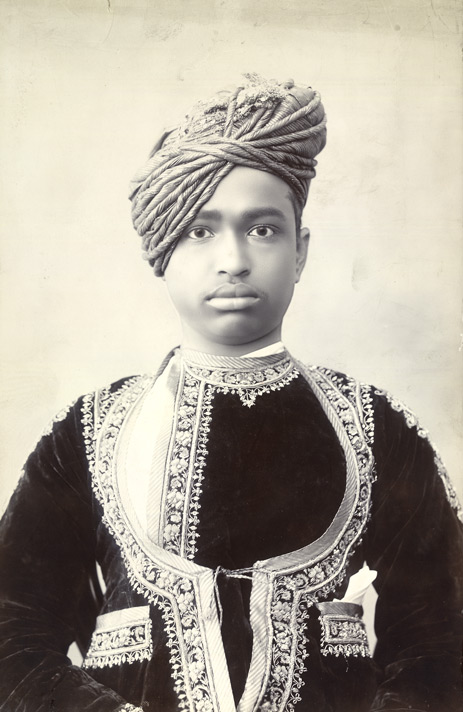
Раджа Арджун Сингх, 1900 год

Княжество Нарсинггарх — туземное княжество Индии периода британского владычества. Оно образовало анклав в княжестве Раджгарх и было административно подчинено подразделению Агентства Бхопал в составе Центрального Индийского Агентства. Государство занимало площадь в 1920 квадратных километров (740 квадратных миль), имело население в 92 093 человека и средний ежегодный доход в размере 500 000 рупий в 1901 году.
Столицей государства был одноименный город Нарсинггарх.

## История
Княжество было основано в 1681 году индуистской династией, правители которой принадлежали к клану раджпутов-кшатрий — Пармар и утверждали, что ведут свое происхождение от Умата, сына Раджи Бходжа. Княжество раньше было частью княжества Раджгарх, правители которого также имеют ту же родословную и из которой оно было вырезано как новое княжество. Государство было феодальным джагиром династии Холкар княжества Индаур, но в 1872 году джагир Нарсинггарх британцы признали государством.
После обретения Индией независимости в 1947 году правители Нарсингарха присоединились к Индийскому союзу, и в 1948 году княжество было включено в состав нового штата Мадхья-Бхарат, который впоследствии стал штатом Мадхья-Прадеш 1 ноября 1956 года.

## Правители
Правители княжества Нарсинггарх носили титул «Раджа» и имели право на 11-пушечный салют.

## Раджи
- 1872 — март 1873: Ханвант Сингх: (? — 1873)
- 1873 — апрель 1890: Пратап Сингх: (? — 1890)
- 28 июня 1890—1896: Махтаб Сингх: (1889—1896)
- 1896 — 22 апреля 1924 года Арджун Сингх: (1887—1924), с 3 июня 1916 года — сэр Арджун Сингх
- 23 апреля 1924 — 15 августа 1947: Викрам Сингх (1909—1957), с 1 января 1941 года — сэр Викрам Сингх.